# 埃尔芒斯
埃尔芒斯（法語：Hermance，法語發音：[ɛʁmɑ̃s]）是瑞士日内瓦州的一个市镇，位于日内瓦市东北方，莱芒湖左岸。东与法国上萨瓦省交界。
埃尔芒斯的面积仅有1.46平方公里。截至2009年底，共有居民925人。

## 外部連結
- （法文）埃尔芒斯官方网站 （页面存档备份，存于）